# Konrad Hermann Christ
Konrad Hermann Heinrich Christ (Basilea, 12 dicembre 1833 – Riehen, 23 novembre 1933) è stato un botanico svizzero.